# 4-й гвардейский авиационный полк дальнего действия
Не следует путать с 4-м гвардейским пикирующим бомбардировочным авиационным полком
4-й гвардейский Сталинградский Краснознаменный авиационный полк дальнего действия (4 гв. ап ДД) — воинское формирование Вооружённых Сил СССР в Великой Отечественной войне.

## Наименования полка
- 250-й тяжелый бомбардировочный авиационный полк (250 тбап) (1940—16.04.1942)
- 250-й авиационный полк дальнего действия (250 ап ДД) (16.04.1942—18.08.1942)
- 4-й гвардейский Сталинградский Краснознаменный авиационный полк дальнего действия (4 гв. ап ДД) (18.04.1942—26.12.1944)
- 220-й гвардейский бомбардировочный Сталинградский Краснознаменный авиационный полк (220 гв. бап)(26.12.1944—??.04.1946)
- 220-й гвардейский транспортный Сталинградский Краснознаменный авиационный полк (220 гв. трап)(??.04.1946—1953)
- 177-я отдельная гвардейская транспортная авиационная эскадрилья (177 огватаэ) (1953—??.09.1991)
- 456-й отдельный гвардейский авиационный полк (456 огвап), в/ч 45076 (??.09.1991—??.2003)
- 456-я бригада транспортной авиации имени Дмитрия Майбороды (456 брта), в/ч А1231 (??.2003—н.в.)

## История полка
Основная статья: 220-й гвардейский бомбардировочный Сталинградский Краснознаменный авиационный полк